# 中科曙光
曙光信息产业有限公司簡稱中科曙光（上交所：603019），是中华人民共和国一家超级计算机和服務器制造商，隸屬於中国科学院。该公司与中国人民解放军有所關聯。公司成立於1996年。2014年，中科曙光在上海证券交易所上市。2019年，由於美国擔心自身的國家安全問題，於是將该公司列入美国商务部工业与安全局的实体清單，這意味著中科曙光使用含有美国技术的元器件、软件和服务將受到限制。